# Papilio veiovis
Papilio veiovis là một loài bướm thuộc họ Bướm phượng (Papilionidae). 
Loài Papilio veiovis được mô tả năm 1865 bởi Hewitson. Loài bướm Papilio veiovis sinh sống ở Sulawesi.

## Hình ảnh

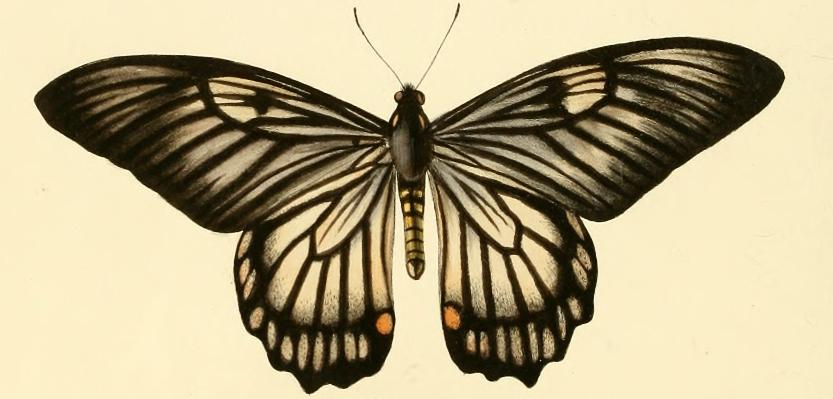